# Bruce Allpress
Bruce Allpress est un acteur néo-zélandais né le 25 août 1930 à Dunedin et mort le 23 avril 2020 à Auckland.

## Filmographie

### Cinéma
- 1980 : Pas l'ombre d'un doute : Détective Sam Keith
- 1981 : Bad Blood : Inspecteur Calwell
- 1982 : L'Épouvantail de mort : Oncle Athol
- 1983 : Les Pirates de l'île sauvage : M. Blake
- 1985 : Came a Hot Friday : le père de Don
- 1985 : Should I Be Good? : Neville Oswald
- 1990 : The Shrimp on the Barbie : M. Ridley
- 1993 : La Leçon de piano : l'accordeur de piano aveugle
- 2002 : Le Seigneur des anneaux : Les Deux Tours : Aldor
- 2006 : Ozzie, mon meilleur ami : Charlie Foster
- 2007 : Le Dragon des mers : La Dernière Légende : Jock McGowan
- 2010 : Frosty Man and the BMX Kid : Frosty Man
- 2011 : Rest for the Wicked : M. Maxwell
- 2012 : Inorganic : Walter

### Télévision
- 1977 : Hunter's Gold : Gordon Hunter (7 épisodes)
- 1980-1984 : Mortimer's Patch : Sparkey (9 épisodes)
- 1985-1986 : The Adventures of Terry Teo : le père de Teo (2 épisodes)
- 1988 : Erebus: The Aftermath : Peter Grundy (4 épisodes)
- 1992 : Ray Bradbury présente : O'Gavin (1 épisode)
- 1992-2006 : Shortland Street : Barry Walters et George Bentley (4 épisodes)
- 1993 : Le Rainbow Warrior : Hec Crene
- 1995 : Fallout : Sir Ewan Jamieson (2 épisodes)
- 1995-1999 : Hercule : Enos, un vieil homme et Phidias (6 épisodes)
- 1996 : Un homme de rêve : Carl Cox
- 2005 : Hercule : un berger (2 épisodes)
- 2008 : Power Rangers : Jungle Fury : Elephant Ranger et Master Phant (7 épisodes)
- 2009 : The Cult : Keith (4 épisodes)
- 2019 : Straight Forward : Forger (2 épisodes)